# Breitenfelde
Breitenfelde település Németországban, Schleswig-Holstein tartományban. Lakosainak száma 2100 fő (2023. december 31.).

## Népesség
A település népességének változása:
| Lakosok száma | 1329 | 1938 | 1939 | 2072 | 2093 | 2100 |
|               | 1975 | 2017 | 2019 | 2021 | 2022 | 2023 |